# Left Right
Left Right è un singolo promozionale della cantante rumena Inna, estratto dal suo primo album di debutto Hot e pubblicato il 16 novembre 2008.

## Il brano
Left Right è un brano dance dal ritmo house, è stato scritto dal trio Play & Win, produttori della cantante, compresa la produzione. Il brano fu rilasciato sul sito web della cantante gratuitamente per un periodo limitato di due settimane, insieme al brano natalizio "O, Ce Veste Minunată!" (rilasciato poi come singolo promozionale un anno dopo in coppia con un altro brano natalizio della cantante, chiamato I Need You for Christmas). Dopo quelle settimane, il brano venne reso disponibile sulle piattaforme digitali come primo singolo promozionale del futuro album di debutto della cantante.

## Tracce
Testi e musiche di Play & Win.
1. Left Right – 4:49